# ロマン・アブラハム

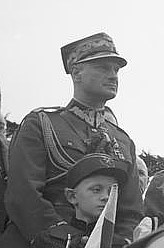
Roman Abraham 1938

ロマン・アブラハム（ポーランド語: Roman Józef Abraham, 1891年 - 1976年8月26日）は、ポーランドの軍人。准将。

## 概要
ルヴフ出身。オーストリア・ハンガリー軍において、第一次世界大戦に従軍。
1918年、ポーランド軍に入隊。高等戦術課程を修了した後、各級指揮官を歴任。
1939年のドイツ軍のポーランド侵攻時、ポズナン軍の大ポーランド騎兵旅団を指揮。ブズルの戦い時、彼の指揮下で騎兵作戦軍（大ポーランド旅団とポドリ旅団）が編成された。パルミルの戦いで負傷し、ワルシャワの病院に後送され、そこでゲシュタポに逮捕された。
1945年まで捕虜収容所に収容。1945年に解放。ワルシャワで死去。